# Фил Анселмо
Филип Анселмо (на английски: Philip Anselmo) е американски музикант и певец. Роден е на 30 юни 1968 г. в Ню Орлеанс в щата Луизиана. Известен е повече с работата си като вокалист и текстописец на груув метъл групата Pantera. Анселмо има участие и в голям брой други музикални проекти в средите на хевиметъла. Анселмо е вокалист на Down и на още хевиметъл групи като Superjoint Ritual.